# Kastellet
 Denne artikel omhandler Citadellet Frederikshavn, beliggende i byen København. For citadellet i byen Frederikshavn, se Citadellet Fladstrand.
 For alternative betydninger, se Kastellet (flertydig). (Se også artikler, som begynder med Kastellet)
Kastellet (oprindeligt Citadellet Friederichshavn senere Citadellet Frederikshavn og Københavns Kastel) er et citadel i København og et af de bedst bevarede fæstningsanlæg i Nordeuropa. Det blev bygget som en del af Københavns volde af Christian IV fra 1624. Det fremstår i dag som en femstjernet konstruktion. Fra vest og mod uret er de fem bastioner Kongens, Dronningens, Grevens, Prinsessens og Prinsens Bastion. Der er desuden tre raveliner (Bornholms mod NV, Fyns mod SV og Sjællands mod S) og tre contregarder (Møens Contregarde ud for Kongens Bastion, Falsters Contregarde ud for Dronningens Bastion samt Lollands Contregarde ud for Prinsens Bastion). Kastellet har endog sin egen kirke, Kastelskirken (siden 1902 sognekirke for Kastels Sogn) og en mølle.
Kastellet benyttes fortsat som kaserne og arbejdsplads af det danske forsvar. Derudover fungerer det som en seværdighed, hvor det muligt at gå rundt på voldene og mellem de gamle bygninger. Desuden er der tre små museer, Kastellets Historiske Samling og 1. Regiment, Danske Livregiments Mindestue i Norgesportens vagtpavilloner og Livjæger Museet ved Kongeporten.

## Historie
Oprindelsen til Kastellet er forsvarsværket Sankt Annæ Skanse. Den blev grundlagt af Danmarks byggelystne konge Christian IV den 28. oktober 1624.
Det var meningen, at der skulle have været bygget et slot, så kongen kunne søge tilflugt i Kastellet. Det blev opgivet af økonomiske grunde.
Kastellet blev ikke færdigt i Christian IV's regeringstid, og det blev Frederik III, som forstærkede skansen. Efter svenskernes belejring af København i 1658–60 blev den hollandske ingeniør Henrik Ruse (senere Rysensteen) tilkaldt for at om- og udbygge skansen. Den fik navnet Citadellet Frederikshavn, men er kendt som Kastellet. I modsætning til resten af Københavns voldsystem var Kastellet ikke kun rettet mod fjenden, men kunne også rettes mod byen. Kanonerne kunne vendes og pege mod kongens egne undersåtter. I 1600-tallet foregik militærvæsenets afstraffelser og henrettelser på Kongens Nytorv, men blev flyttet til Kastellet. Først i 1790'erne forsvandt træhesten foran hovedvagten, straffen "stå på pælen" (barfodet på spidse pæle) forsvandt og spidsrod flyttede indendørs, fordi den afstedkom "idelige offentlige spektakler".
Kastellet forsvarede bravt København mod englændernes angreb under bombardementet i 1807, men måtte overgive sig sammen med resten af byen.
Kastellet blev som noget af det første besat den 9. april 1940, hvor tyskerne gik i land ved Langelinie og sprængte Norgesporten. Det tjente derefter som tysk fængsel.
Renoveret 1989–99 vha. midler fra A.P. Møller og Hustru Chastine Mc-Kinney Møllers Fond til almene Formaal. Stenen på Grevens Bastion blev dog betalt af Reserveofficersforeningen i Danmark, hvorfor denne bastion blandt mange reserveofficerer kaldes "Reserveofficerernes Bastion". Aller nederst på stenen - under voldens overflade findes inskriptionen ROID 
Christen Købke (1810–48) malede mange af sine motiver i Kastellet, hvis mølle hans far ejede. Det er værker som i dag anses for verdenskunst. En del kan ses på Statens Museum for Kunst.

## Fængslet i Kastellet
Kastellet fungerede under enevælden som Københavns militær- og statsfængsel. Arrestbygningen i Kastellet var bygget op ad kirken med huller fra fængselscellerne til kirkerummet, så fangerne kunne følge med i gudstjenesterne.
Flere prominente fanger sad i Kastellet især anklaget for forbrydelser mod kongen eller Kongeloven. I 1676 blev Peder Schumacher Griffenfeld udsat for en fingeret henrettelse på kirkepladsen. Rigets engang mægtigste mand efter kongen knælede allerede, bødlen havde løftet sit sværd, da en officer råbte: "Der er pardon!" I stedet for at lide døden sad Schumacher fængslet i fire år, til han blev overført til Norge for videre afsoning.
I 1772 afventede Struensee i ca. tre måneder sin henrettelse i Kastellets fængsel, lænket til væggen bag gittervinduet til venstre for døren i bygningen Fortunstokken. Forhørene fandt sted i kommandantbygningen, det gule hus i den modsatte ende af kirkepladsen.
Også Dr. Dampe har siddet her. Statsfanger sad på Kongens nåde. Kaperkaptajnen John Norcross, der blev fanget af Tordenskjold, flygtede så mange gange fra sin celle, at han til sidst sad i et tremmebur i hjørnet af cellen. I sit bur tæmmede han mus, som gemte sig i hans hvide skæg.
I 1846 kom to fanger fra Guldkysten: høvding Adum og en af hans fæller. Den danske guvernør havde fået dem arresteret efter drabet på nabohøvdingens to små sønner, der havde nappet Adum i hårene på læggene under et møde mellem de to stridende høvdinge. De to afrikanere gik klædt i høj hat og lang skødefrakke ret frit omkring i Kastellet og samlede cigarskod. I 1849 blev Guldkysten afhændet til England, og de to blev hjemsendt. På Nationalmuseet opbevares endnu den tromme, de havde overhældt med blod fra de to drenge efter drabene – så drengenes sjæle skulle pines, hver gang der blev slået på trommen.
Efter enevælden mistede Kastellet sin funktion som statsfængsel. Det vedblev dog med at være militærfængsel. Senest sad værnemagtens befuldmægtigede, Werner Best, som fange i Kastellet lige efter 1945.

## Kommandant i Citadellet Frederikshavn
Fæstningen København og Citadellet Frederikshavn var 1687-1714 under én kommandant, og der var ansat en vicekommandant i Citadellet lige som der var til 1725 i selve fæstningen.
Vicekommandanterne i København
- Steen Andersen Bille 1676-1698,
- Lucas Uetersen 1698-1701,
- Johan Jacob Hirschnack 1701-1709,
- Andreas Franck 1709-1723,
- Hans Philip Pretorius 1724-1725,

I Citadellet
- Anton Pfeiffer 1685-1692,
- Johan Jacob Hirschnack 1695-1701,
- Andreas Franck 1701-1709 og
- Jørgen Christopher von Klenow 1709-1714.[9]

Denne liste er ufuldstændig; hjælp gerne med at udfylde den.
| Navn                              | Periode                                |
| --------------------------------- | -------------------------------------- |
| Henrik Harloff                    | 1666 – 10. august 1675                 |
| Steen Andersen Bille              | 10. august 1675 – 3. april 1676        |
| Barthold von Bülow                | 3. april 1676 – 18. august 1685        |
| Gottfried Hoffmann                | 18. august 1685 – 5. februar 1687      |
| Hans Schack                       | 5. februar 1687 – 23. november 1700    |
| Charles de Damas de Cormaillon    | 23. november 1700 – 26. september 1712 |
| Hans Christoph von Schönfeldt     | 26. september 1712 – 12. oktober 1714  |
| Jacob Peter Bonar                 | 12. oktober 1714 – 1716                |
| Otto Adolf Bestenbøstel           | 1716 – 8. juni 1718                    |
| Jørgen Christopher von Klenow     | 8. juni 1718 – 24. februar 1724        |
| Gerhard Christian von Stöcken     | 24. februar 1724 – 30. august 1728     |
| Hans Heinrich von Scheel          | 30. august 1728 – 10. november 1738    |
| Frederik Hans Walter              | 10. november 1738 – 10. juli 1749      |
| Wolfgang Ernst Baurenfeind        | 10. juli 1749 – 28. marts 1764         |
| Carl Wilhelm Sames                | 28. marts 1764 – 21. april 1768        |
| Levin Ludvig von Hobe             | 21. april 1768 – 29. januar 1774       |
| Christian Holten                  | 29. januar 1774 – 8. oktober 1784      |
| Magnus Ernst von Fircks           | 8. oktober 1784 – 22. august 1794      |
| Ernst Peymann                     | 22. august 1794 – 16. maj 1811         |
| Carl Gotfred Würtzen              | 16. maj 1811 – 2. juni 1817            |
| Didrik Carl Lorentz               | 2. juni 1817 – 7. december 1831        |
| Glode du Plat                     | 7. december 1831 – 28. august 1841     |
| Carl Gottlieb Kleist              | 28. august 1841 – 1. juli 1842         |
| Tyge Gregor Høegh                 | 1. juli 1842 – 26. august 1846         |
| Hans Hedemann                     | 26. august 1846 – 1854                 |
| Ernst Wilster                     | 1854 – 1855                            |
| Christian Lunding                 | 1856 – 1859                            |
| Paul Martin von Bülow             | 1859 – 1865                            |
| Philipp Wörishöffer               | 1865 – 1867                            |
| Paul Scharffenberg                | 1867 – 1879                            |
| Julius Nielsen                    | 1879 – 1881                            |
| Wilhelm Kauffmann                 | 1881 – 1886                            |
| Frederik Thorkelin                | 1886 – 1892                            |
| Fritz Godske Hans Olsen Grandil   | 1892 – 1895                            |
| Christian Heinrich Raymund Bauman | 1895 – 1897                            |
| Froderus Christian Jürgensen      | 1897 – 1900                            |
| Christian Lütken                  | 1900 – 1903                            |
| Ludvig Severin                    | 1903 – 1907                            |
| Niels Christian Albert Sønderøxe  | 1907 – 1908                            |

### Kastellets kasernekommandanter
| Navn                                        | Periode     |
| ------------------------------------------- | ----------- |
| Major Engelbrecht Ferdinand Michaelsen      | 1854 – 1858 |
| Major Christopher Budde-Lund                | 1858 – 1861 |
| Kaptajn Waldemar Schøning                   | 1861 – 1889 |
| Oberst Theodor Herman Alfred Søderberg      | 1889 – 1900 |
| Oberstløjtnant Peter la Cour                | 1900 – 1904 |
| Kaptajn Ove Nikolaj Grønning                | 1904 – 1912 |
| Kaptajn Hans Bondo                          | 1912 – 1923 |
| Oberstløjtnant Louis Gerlach                | 1923 – 1925 |
| Kaptajn Christian Sophus Lund               | 1925 – 1939 |
| Oberstløjtnant Christian Peter Bokkenheuser | 1939 – 1949 |
| Oberstløjtnant Emil Thiede                  | 1949 – 1959 |
| Oberstløjtnant Herluf Krabbe                | 1959 – 1969 |
| Major Poul Erik Helbo Pedersen              | 1969 – 1981 |
| Major Erik Ørnstedt                         | 1981 – 1994 |
| Major Bjarne Sørensen                       | 1994 – 2002 |
| Major Jørgen Kold                           | 2002 – 2015 |
| Major Lasse Nelson                          | 2015 - 2016 |
| Major Johnnie Korsholm                      | 2016 - 2017 |
| Major Allan Bo Petersen                     | 2017 -      |

## Kastellets bygninger

### Kommandantgården
Kommandantgården tjente oprindelig som embedsbolig for Kastellets kommandant og senere Forsvarschefen. Nu fungerer bygningen som Informationscenter for Monumentet for Danmarks Internationale Indsats efter 1948 og Søofficersforeningen.
Kommandantgården blev opført i 1725 af entreprenøren Mathias Wulff efter tegninger af arkitekt Elias David Häusser, som også stod for opførelsen af det første Christiansborg Slot, der brændte i 1794.
Bygningen er på linje med de fleste andre bygninger på Kastellet fredet.
Bygningen er fra barokken. Den er gulpudset med detaljer i hvidt og med rødt tegltag. Bygningens facade er prydet med en trekantsfronton med reliefudsmykning og bygherren, Christian VI's, kronede monogram.

## Kastellet i dag
I 2014 fyldte Kastellet 350 år. Kastellets fødselsdag markeres hvert år med et åbent hus-arrangement sidste søndag i oktober. Samme dag kan møllen ses i funktion.
Kastellet ejes af Forsvaret og rummer Informationscenter for Monumentet for Danmarks Internationale indsats efter 1948 og Søofficersforeningen i Kommandantgården og Totalforsvarsregion Sjælland, Forsvarets Efterretningstjeneste, foreningen Kredsen Mars og Merkur Danmark og Forsvarets Bibliotek samt en række mindre myndigheder og tjenesteboliger.
Kastellet er fredet og er både militært område, kulturhistorisk mindesmærke, museum og park.
Kirkepladsen anvendes jævnligt til paradeplads ved officielle besøg og koncerter med militærorkestre.
5. september 2011 blev Monumentet over Danmarks internationale indsats siden 1948 indviet på Prinsessens Bastion. Monumentet er udført af kunstneren Finn Reinbothe og det blev indviet af dronning Margrethe 2. på den tredje flagdag for Danmarks udsendte.
Den Kongelige Livgarde bestrider vagten i Kastellet med et vagtmandskab hvor der er vagtskifte dagligt klokken 10:15.
Efter et voldsomt skybrud i København d. 2. juli 2011 er en del af voldkronen (inderste vold) på Kastellet styrtet sammen. Ved samme skybrud blev stueetagens gulv i de historiske bygninger ligeledes vandskadet.
Det er muligt at fiske på kastellet ved køb af fisketegn.
Kastellet er åbent for offentligheden dagligt i perioden 06-22, dog er færdsel på voldene forbudt fra solnedgang til solopgang. Det er ikke lovligt at bevæge sig på græsset på kastellets område.

## Monumenter og skulpturer omkring Kastellet
| Foto | Værkets titel                                                                        | Kunstner                       | År   | Placering                | Bemærkninger |  |
| ---- | ------------------------------------------------------------------------------------ | ------------------------------ | ---- | ------------------------ | --- |  |
|      | Venetiansk vandbærer                                                                 | Theobald Stein                 |      | Ved Grønningens fortov   | |  |
|      | Danaide                                                                              | Johannes C. Bjerg              |      | Ved sti langs Grønningen | |  |
|      | Liggende pige                                                                        | Gerhard Henning                |      | Ved sti langs Grønningen | |  |
|      | Vore faldne                                                                          | Svend Lindhardt                |      |                          | Monument for faldne danskere under 2. verdenskrig                                                                                 |  |
|      | Danske spaniensfrivillige                                                            | Per Ulrich                     |      |                          | Monument over de danske spaniensfrivillige der faldt i Den Spanske Borgerkrig                                                     |  |
|      | Finnebørnsmonumentet                                                                 | Gerda Qvist                    |      |                          | |  |
|      | Valkyrie                                                                             | Stephan Sinding                |      |                          | |  |
|      | Neapolitansk fiskerdreng                                                             | Theobald Stein                 |      |                          | |  |
|      | Frivillige og faldne                                                                 | Anders J. Bundgaard            |      |                          | Rejst for 28 faldne og sårede nordmænd, svenskere og finner, der kom Danmark til undsætning i de slesvigske krige 1848-50 og 1864 |  |
|      | Søfartsmonumentet                                                                    | Svend Rathsack og Ivar Bentsen |      |                          | Mindesmærke for de danske søfolk, der mistede livet under 1. Verdenskrig 1914-18                                                  |  |
|      | Gefionspringvandet                                                                   | Anders J. Bundgaard            |      |                          | |  |
|      | Mindesmærke for to danske soldater dekoreret med Victoriakorset under 1. Verdenskrig |                                |      |                          | |  |
|      | Winston Churchill                                                                    | Oscar Nemon                    |      |                          | |  |
|      | Egetræ til minde om 60-året for besættelsens ophør                                   |                                | 2005 |                          | |  |
|      | Hornmine                                                                             |                                |      |                          | En påmindelse om de farer, der lurede for søens folk under 2. Verdenskrig                                                         |  |
|      | Kaj Birksted                                                                         | Gudrun Steen-Andersen          |      |                          | |  |
|      | Mindesmærke for Anders Lassen                                                        | Svend Lindhart                 |      |                          | |  |
|      | Såret kvinde                                                                         | Bernard Reder                  |      |                          | Til minde om danskernes redningsaktioner for jøderne i forbindelse med deres flugt til Sverige i oktober 1943                     |  |

## I kunst
Christen Købkes far stod for bageriet på Kastellet og Christen Købkes barndomshjem lå et Det nordre Magasin.
Han malede flere billeder fra kastellet. Disse malerier er fra første halvdel af 1830'erne.
Flere andre malere har fundet motiv på Kastellet,
blandt andre Axel Henrichsen, Carl O.J. Lund, Johannes Klein, C.F. Sørensen og V.P. Geisler.
- C.A. Lorenzen, Kanonbådekamp udenfor Kastellet, 1807.
- Christen Købke, A View of the Square in the Kastel Looking Towards the Ramparts, cirka 1830. Scottish National Gallery.
- Christen Købke, Udsigt fra loftet på Kornmagasinet ved bageriet i Kastellet, 1831. 
Foto:  Statens Museum for Kunst
- Christen Købke, Parti fra Kastelsvolden mod Langelinie og Flådens Leje, cirka 1832. 
Foto:  Statens Museum for Kunst
- Christen Købke, Udsigt fra et vindue på Toldbodvej til Kastellet, cirka 1833. 
Foto:  Statens Museum for Kunst
- Christen Købke, Parti ved den nordre kastelport set fra bastionen øst for broen, 1833–1834. Den Hirschsprungske Samling.
- Christen Købke, Parti udenfor den nordre Kastelport, 1834.
- Albert Gottschalk, Fra Kastellet i december, 1884. 
Foto:  Statens Museum for Kunst